# Power Rangers (película de 2017)
Power Rangers (promocionada como Saban's Power Rangers) es una película de superhéroes estadounidense de 2017 dirigida por Dean Israelite y escrita por John Gatins. Es la tercera película cinematográfica de la franquicia del mismo nombre, está protagonizada por Dacre Montgomery, Naomi Scott, RJ Cyler, Becky G, Ludi Lin, Elizabeth Banks, Bryan Cranston, Bill Hader y David Denman.
La película es un reboot de la franquicia de los Power Rangers, y es la primera película desde Turbo: Una Película de los Power Rangers, que ofrece la mayor parte de los personajes principales de Mighty Morphin Power Rangers, retratados por un nuevo elenco.
El creador de la franquicia, Haim Saban, regresa para producir la película bajo Saban Capital Group.

## Argumento
La película inicia hace 68 millones de años en la Era Cenozoica, donde Zordon (Bryan Cranston), el Ranger Rojo, es el último sobreviviente de su equipo de Power Rangers, luego de que Rita Repulsa (Elizabeth Banks), la Ranger Verde, los traicionara en su afán de arrancar el legendario Cristal Zeo de la tierra, y así destruir el mundo. Conjuntamente, el poder del cristal le daría a Rita los recursos suficientes para crear y destruir mundos a su voluntad. A fin de no permitir este fatal destino, Zordon entierra las monedas de poder para ocultarlas de Rita y hace que su asistente Alpha 5 (Bill Hader) envíe un meteorito a sus coordenadas, destruyendo a Rita Repulsa, cuyo cuerpo sin vida cae al mar, aunque su moneda de poder cae junto con ella, preservando su cuerpo momificado.
En la época actual, Jason Scott (Dacre Montgomery), el capitán del equipo de football de la secundaria de Angel Grove, es arrestado por una broma al equipo contrario que salió mal, involucrándolo en un accidente de tránsito, el cual le provoca lesiones severas y la imposibilidad de volver a jugar. Así, es condenado a arresto domiciliario, a usar una tobillera con rastreador y, por si fuera poco, deberá asistir a la clase de detención todos los sábados para poder graduarse.
En el salón de detención conoce a Billy Cranston (RJ Cyler), a quien logra defender de un abusador, y a Kimberly Hart (Naomi Scott), quien terminó en detención por un escándalo no esclarecido debido a una fotografía íntima de una de sus amigas, quien después termina cortándose el pelo. Como agradecimiento por haberlo ayudado, Billy arregla la tobillera de Jason para que él pueda estar en donde quiera sin que la policía se de cuenta. Jason lleva a Billy a la mina de oro abandonada de la ciudad, ya que Billy necesitaba ayuda con su equipo casero de minería. En la mina está Zack Taylor (Ludi Lin), un joven acróbata al que le gusta acampar en los trenes abandonados. También está Trini Kwan (Becky G), una chica solitaria que practica yoga en la montaña. Luego de un encuentro entre Kimberly (quien fue a nadar para olvidar sus problemas) y Jason, Billy hace explotar un lado de la montaña. Con el sonido de la explosión los otros cuatro van a ver qué ocurrió y, en ese momento, detrás de la roca que Billy hizo volar con los explosivos, los cinco jóvenes descubren una pared de cristal en cuyo interior se encontraban las monedas de poder, esperándolos desde hace 65 millones de años sin que ellos lo supieran. Zack, queriendo saber más, rompe la pared, haciendo que cada uno agarre su moneda correspondiente: Jason (Rojo), Billy (Azul), Zack (Negro), Trini (Amarillo) y Kimberly (Rosado).
Los jóvenes escuchan la alarma de la mina, y luego de varios problemas consiguen escapar de los guardias en la camioneta de Billy. Al llegar a las vías del tren, creen que podrán pasar; sin embargo el tren de carga es más rápido e impacta violentamente a la camioneta con los cinco jóvenes dentro, haciendo que el vehículo ruede hacia un barranco, aparentemente matando a los cinco adolescentes, pero en ese momento las monedas de poder comienzan a brillar mientras inicia una fuerte tormenta. A todo esto, en medio de la tormenta, el barco pesquero del padre de Jason logra atrapar un banco de peces, y para su sorpresa dentro de las redes encuentran el cuerpo momificado de una mujer con aspecto extraterrestre. Los pescadores guardan el cuerpo en el congelador del barco y llaman a la policía, sin saber que la mujer es en realidad Rita Repulsa, quien además aún posee la moneda de poder Verde, la cual activa su poder y resucita a Rita.
Los Rangers descubren que no solamente sobrevivieron al accidente con el tren, sino que ahora tienen superpoderes; son muy fuertes, ágiles y capaces de saltar a enormes distancias. Jason, Kimberly y Billy deciden ir a la mina una vez más, y vuelven a encontrarse con Zack y Trini. Luego de probar sus poderes encuentran una caverna subterránea que los lleva a una nave espacial enterrada por millones de años; esta nave es el Centro de Mando, en cuyo interior los jóvenes conocen a Alpha 5 y, al activar la nave, gracias a las monedas de poder, logran despertar a Zordon, cuya esencia había sido sellada en la matriz de la nave y ahora se manifiesta en el mundo real a través de una proyección tridimensional en los muros de la nave.
Zordon les explica a los jóvenes la situación, incluyendo una aclaración de Alpha 5, quien les dice que Rita Repulsa atacará la ciudad en 11 días para intentar una vez más conseguir el cristal Zeo. Sin embargo, los Rangers aún no son capaces de "hacer la Morfosis" (un evento que hace a los Rangers usar sus armaduras) por lo que deberán entrenar sin ellos para poder enfrentar a Rita. Luego de un período de duda, los Rangers inician su entrenamiento. Alpha 5 les muestra los Zords, y Zack prueba el suyo sin que los demás se den cuenta. Al regresar, Jason acusa a Zack de no ser responsable ya que los pudo haber matado, y comienzan a pelear. Billy no puede soportar ver a sus amigos golpeándose e involuntariamente se transforma en el Ranger azul mientras intentaba detenerlos. Asombrados, los chicos le preguntan a Billy cómo pudo transformarse, pero Billy no sabe dar una respuesta y vuelve a la normalidad. Zordon, decepcionado, les dice que si no son capaces de transformarse, no pueden ser los Power Rangers y les ordena que se vayan a casa.
Tristes por haber sido "despedidos de ser héroes" como menciona Zack, los cinco jóvenes hacen una fogata en medio del bosque donde deciden que para conocerse mejor y poder convertirse en Power Rangers deben contar sus más profundos secretos: Billy ama la música country y estar con los Rangers le permitió superar la muerte de su padre; Trini está dudando de quién es realmente, en especial su orientación sexual (se insinúa a través de un comentario de Zack, que Trini podría ser lesbiana) y no sabe cómo decírselo a sus padres; la madre de Zack tiene una enfermedad terminal, él no puede hacer nada para salvar su vida y tiene miedo de perderla, ya que es la única familia que le queda; Kimberly se niega a contar su secreto debido a que no estaba lista, mientras que Jason no tiene un secreto que contar ya que todos saben lo que hizo y por qué estaba en detención.
Mientras tanto, Rita Repulsa ha recuperado su fuerza y luego de matar a varias personas en su búsqueda de oro, logra reconstruir su báculo con el cual trae a la vida a una de sus criaturas, los putties (patrulleros en Latinoamérica, masillas en España). Además, Rita logra encontrar a Trini en su casa y la amenaza para que traicione al equipo y se una a ella. Por otra parte Kimberly decide contarle su secreto a Jason: ella había recibido una foto explícita de una de sus amigas y al reenviarla a su novio como una broma, él la envió a toda la escuela, lo que ocasionó un escándalo con los padres y obligó a Kimberly a dejar el equipo de porristas y asistir a la clase de detención.
Trini llama al equipo y les cuenta el plan de Rita; los cinco deciden enfrentarla sin sus poderes, pero son derrotados. Rita logra que Billy le revele la ubicación del Cristal Zeo (que había logrado encontrar gracias a los datos del centro de mando, pese a que estaban incompletos). Con la información necesaria en su poder, Rita ahoga a Billy y deja a los demás libres para que le avisen a Zordon que el fin se acerca.
Los Rangers llevan a Billy al centro de mando y una vez ahí, el cariño que habían desarrollado entre ellos hace que Jason, Trini, Zack y Kimberly se conecten entre sí, activando la red metamórfica, con lo que Zordon podría volver a la vida ya que la energía que libera la red metamórfica la primera vez que un equipo de Rangers se conecta, es tan fuerte que puede restaurar su cuerpo. Sin embargo, Zordon usa el poder de la red para revivir a Billy, diciéndole a Jason que sólo puede haber un Ranger Rojo, y que éste era SU momento. Ahora, con Rita Repulsa a punto de destruir el mundo y con el equipo completo, los cinco jóvenes finalmente se conectan entre ellos y con la red metamórfica, activando las armaduras y convirtiéndose en los héroes legendarios que protegen la vida en el universo: los Power Rangers.
Los Rangers enfrentan a los putties y luego, al ver que Rita logró crear a Goldar, su monstruo hecho de oro que arrancará el cristal Zeo de la Tierra y destruirá la vida en el planeta, deciden ir a Angel Grove a detenerlo para lo cual utilizan los Zords (en esta parte se hace un homenaje a la serie original, cuando los cinco zords corren a la acción mientras en el fondo se escucha el clásico tema "Go Go Power Rangers").
Con los Zords, los Rangers logran detener a Goldar y a Rita, pero Rita logra que el monstruo abra un agujero en la tierra en cuyo fondo se encuentra el Cristal Zeo, como última alternativa, los Rangers deciden ponerse frente al agujero para evitar el avance de Goldar. Sin embargo el monstruo es más fuerte y los empuja en el agujero, y los Rangers al tratar de mantenerse juntos activan un mecanismo especial que les permite a los zords (Mastodonte, Pterodáctilo, Tricératops, Tigre dientes de sable y Tiranosaurio) unirse formando un robot antropomórfico con poder ilimitado, el Megazord.
Con el Megazord, los Rangers derrotan a Rita y Goldar, salvan la ciudad y vuelven a sus vidas normales. Esta vez los cinco asisten a la clase de detención, sin que nadie sepa que ellos son los Power Rangers, mientras que se escucha la voz de Zordon diciendo que tendrá una deuda de gratitud con los jóvenes. Finalmente, Kimberly le muestra a Jason un dibujo que ella hizo, un rayo con cinco colores (rojo, amarillo, azul, rosa y negro), el nuevo símbolo de los Power Rangers.
En una escena poscréditos, de vuelta al salón de detención, un profesor nombra a un chico llamado Tommy Oliver (nombre del personaje del Ranger Verde en la serie original), y en su silla se ve colgada una chaqueta verde; al mismo tiempo en los pasillos de la escuela Billy hace explotar un casillero (la razón por la que fue a detención).

## Reparto

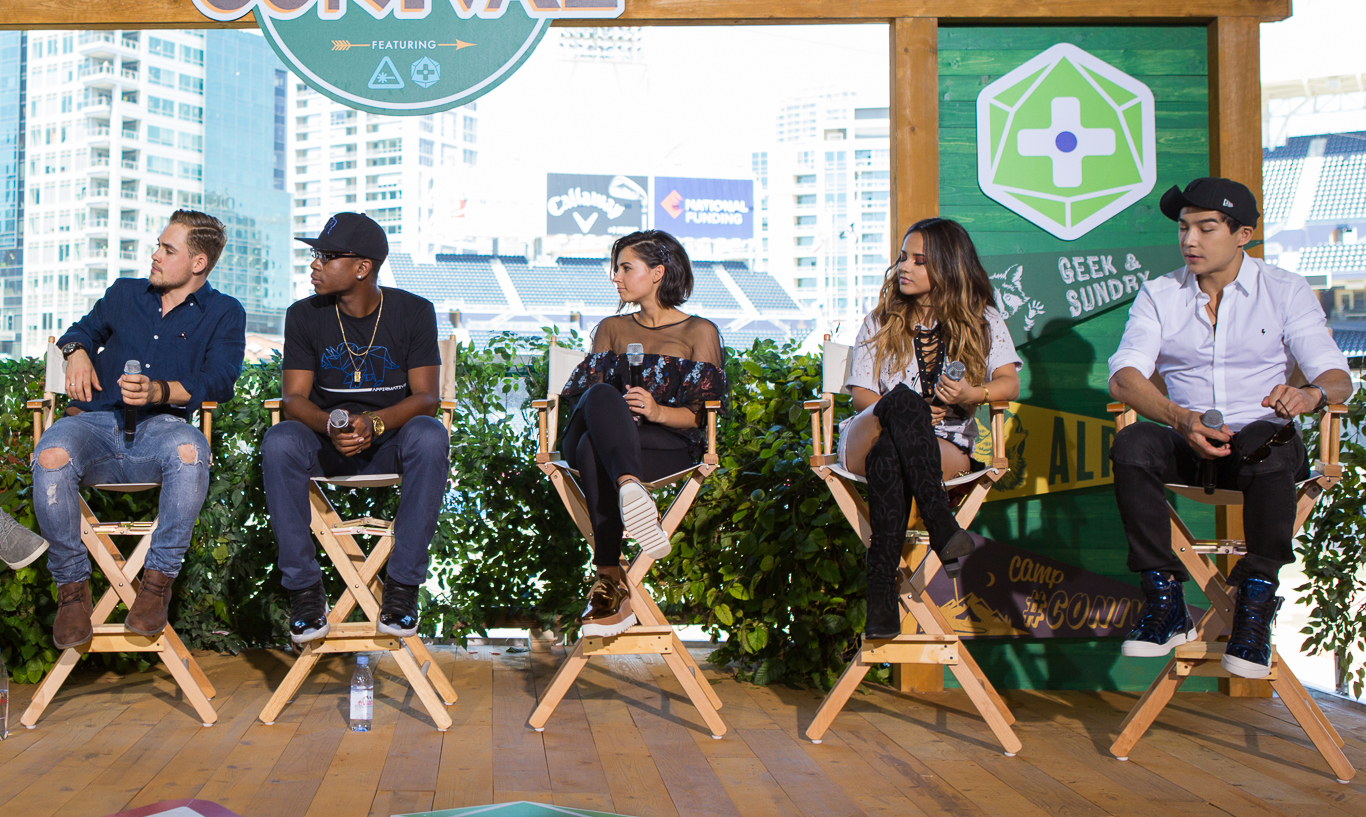
El elenco principal en discusión en el Petco Park durante el San Diego Comic-Con 2016.

- Dacre Montgomery como Jason Scott, el Ranger Rojo, líder del equipo.[3]
- Naomi Scott como Kimberly Hart, la Ranger Rosa.[4]
- RJ Cyler como Billy Cranston, el Ranger Azul.[5]
- Becky G como Trini Kwan, la Ranger Amarilla.[6]
- Ludi Lin como Zack Taylor, el Ranger Negro.[7]
- Elizabeth Banks como Rita Repulsa, una peligrosa invasora y la enemiga de los Power Rangers. Repulsa es una persona de 65 millones de años de edad, ex Ranger Verde, y que se ha convertido en corrupta. Ella crea al monstruo Goldar en su intento por robar el Cristal Zeo, un artefacto que canaliza el Morphing Grid, una dimensión que teje a través de todas las cosas y le da a los Power Rangers sus poderes. El objetivo de Repulsa es devolver el cristal a su amo, Lord Zedd.
- Bryan Cranston como Zordon, el mentor de los Power Rangers y original antiguo Ranger Rojo. Zordon vivió hace millones de años antes de convertirse en una parte de la red de Morphin, de la que forma parte en el presente.[8]
- Bill Hader como Alpha 5, el asistente robótico de Zordon, cuyo cuerpo metálico puede mutar para diversos fines.[9]
- David Denman como Sam Scott, el padre de Jason.[10]
- Sarah Grey como Amanda.[11]
- Lisa Berry como Candace Cranston, la madre de Billy.[12][13]
- Anjali Jay como Maddy Hart, la madre de Kimberly.[14]
- Patrick Sabongui como Mr. Kwan, el padre de Trini.[15][16][17]
- Emily Maddison como Rebecca.[18][19][20][21]
- Kayden Magnuson como Pearl Scott, la hermana de Jason.

Jason David Frank y Amy Jo Johnson, actores de la serie original, tienen un breve cameo en la película, apareciendo como ciudadanos de Angel Grove.

## Zords
Durante la lucha, los Power Rangers utilizan unos enormes vehículos de gran poder llamados "zords" o "Dinozords", los cuales adoptan el aspecto de bestias prehistóricas. Al combinarse forman el poderoso Megazord con el que se enfrentan a Goldar. Los zords aparecidos en la película son:
- Tiranosaurio: El zord del Ranger Rojo y el más grande de los cinco. Puede atacar con sus potentes fauces. Su aspecto está basado en el Tyrannosaurus Rex.
- Esmilodon: El zord de la Ranger Amarilla. Gracias a su agilidad puede saltar sobre el enemigo y atacarlo. Su aspecto está basado en el Smilodon o Tigre Dientes de Sable.
- Triceratops: El zord del Ranger Azul. Puede concentrar toda su energía en los cuernos para lanzar poderosos golpes. Su aspecto está basado en el Triceratops.
- Pterodáctilo: El zord de la Ranger Rosa. El único zord con la capacidad de volar. Su aspecto está basado en el Pteranodon.
- Mamut: El zord del Ranger Negro. Con sus múltiples patas puede desplazarse en casi cualquier terreno. Su aspecto está basado en el Mammuthus.

## Desarrollo
Anunciada en mayo de 2014, como una colaboración entre la producción de Saban y Lionsgate. Roberto Orci estaba asociado originalmente para producir y Ashley Miller y Zack Stentz fueron contratados para escribir el guion de la película. Orci finalmente decide abandonar el proyecto para trabajar en Star Trek Beyond. El 10 de abril de 2015, The Wrap informó que Dean Israelite estaba en negociaciones para dirigir la película. Israelite dijo a IGN en una entrevista que la película será "completamente juguetona, y tiene que ser muy divertida y graciosa. Pero como en Proyecto Almanaque, se va a sentir muy a fondo al mismo tiempo, y muy contemporánea y tienen una ventaja real para que va a ser una divertida, alegre [película] pero que se siente completamente a fondo en un mundo real, con personajes reales que pasan por cosas reales". En julio de 2015, se anunció que Brian Casentini, Marty Bowen y Wyck Godfrey servirían como productores de la película. Brian Tyler fue nombrado como compositor de la película...

### Casting
Los actores comenzaron las pruebas de los papeles de los cinco Power Rangers el 2 de octubre de 2015. El 7 de octubre de 2015, Naomi Scott fue elegida como Kimberly. Los recién llegados Dacre Montgomery, Ludi Lin y RJ Cyler fueron luego elegidos como Jason, Zack, y Billy, respectivamente. Al final de mes, Becky G fue elegida para interpretar a Trini. El 30 de octubre de 2015, Saban confirmado que los Rangers tendrían los mismos nombres que los de la serie original. Cuando se trataba del casting de los Rangers, dijo el director Dean Israelite, "Desde el principio, la diversidad era una parte muy importante de todo el proceso", y que si bien las razas de los personajes fueron cambiadas completamente, añadió que, "hemos hecho que se aseguren de que la esencia de cada uno de esos personajes son lo que eran en la serie original, y esto realmente será una historia de origen de esos personajes". El 2 de febrero de 2016, se anunció que Elizabeth Banks interpretaría a Rita Repulsa en la película. Cuatro meses después, Bryan Cranston, que interpretó a Twin Man y a Snizard en la serie original, anunció que fue elegido como Zordon. Cranston reveló que él va a realizar su papel por medio de captura de movimiento y CGI. En septiembre de 2016, Walter Emanuel Jones dijo que ninguno de los actores principales de las series originales iba a hacer un cameo. Hacia el final del mes, el comediante Bill Hader fue elegido como Alpha 5. Durante una conferencia de prensa en New York Comic Con, se confirmó que Goldar aparecería en la película.

### Filmación
El rodaje se fijó inicialmente para comenzar el 18 de enero de 2016, pero fue reprogramado y se inició el 29 de febrero en Vancouver. El 28 de mayo de 2016, la filmación fue completa. Rodaje adicional fue realizado en octubre del 2016.

## Mercadeo
El 3 de marzo de 2016, Lionsgate lanzó la primera foto oficial de los seis Rangers. Al mes siguiente, la compañía lanzó la primera foto oficial de Banks como Rita Repulsa. El 5 de mayo de 2016, Lionsgate debutó el primer vistazo oficial de los trajes que usaran los Rangers en la película. En cuanto a los trajes nuevos, el director Dean Israelite declaró: "El programa fue acerca de los niños que han crecido, sobre la metamorfosis, estos trajes necesitaban sentirse como si estuvieran catalizadas por estos niños y su energía, su espíritu", mientras que el diseñador de producción Andrew Menzies declaró que los nuevos trajes son "un traje alienígena que crece en ellos, que no es hecho por el hombre. No se puede ganar a todas las personas, pero estamos tratando de atraer a un público más maduro y ganar nuevos fans."
Un teaser póster fue lanzado en junio con pósteres adicionales de los personajes revelados en julio, septiembre y octubre. El 8 de octubre de 2016 fue lanzado el teaser tráiler de la película.
Un sitio web ficticio del Periódico del Angel Grove High School fue creado junto con el sitio web oficial de los Power Rangers, que cuenta con un creador del GIF que permite a los usuarios hacer un GIF con escenas de la teaser tráiler. También va a haber una línea de juguetes oficial producida por Bandai y una amplia gama de mercadotecnia para promocionar la película. Además, Max Landis, que fue despedido de la escritura de la película, ha criticado el tráiler. Afirmó que parecía Chronicle, una película que él mismo había escrito. El tráiler fue recibido con reacciones diversas, algunos elogiaron, pero otros criticaron la falta de relación con la serie original.

## Videojuego
Saban y Lionsgate desarrollaron un videojuego de lucha PvbP en colaboración con nWay Games para coincidir con el lanzamiento de la película. El nombre del juego es Power Rangers: Legacy Wars, el cual  cuenta con varios personajes jugables tanto héroes como aliados y villanos :
- Jason Lee Scott

- Billy Cranston

- Trini Kwan

- Zack Taylor

- Kimberly Hart

- Tommy Oliver

- Ninjor

- Lord Zedd

- Rita Repulsa

- Goldar

- Rito Revolto

- Lord Drakkon (Villano exclusivo de los cómics)

- Black Dragon (Zord personal de Lord Drakkon)

- Katherine Hillard

- Zhane

- Red psycho ranger

- Kendrix morgan

- Mike Corbett

- Trakeena

- Danny Delgado

- Trent mercer

- Mesogog

- Udonna

- Koragg, el caballero lobo

- Dai Shi

- Lauren Shiba

- Maestro Xandred

- Robo Caballero

- Gia Moran

- Koda

- Kendall Morgan

- Snide

- Jason Lee Scott (película)

- Billy Cranston (película)

- Trini Kwan (película)

- Zack Taylor (película)

- Kimberly Hart (película)

- Alpha 5 (película)

- Rita Repulsa (película)

- Putty (película)

- Trent (película)

## Lanzamiento
Fue programado originalmente para lanzarse el 22 de julio de 2016, Lionsgate después retrasó la fecha de lanzamiento al 24 de marzo de 2017.

## Recepción

### Críticas
Power Rangers recibió críticas variadas de los críticos. En la reseña del sitio web agregador Rotten Tomatoes, la película tiene una calificación de aprobación del 47%, basada en 125 revisiones, y una calificación promedio de 5.1 / 10. El consenso crítico del sitio dice: "Power Rangers no tiene ni la diversión campy de su predecesor de televisión ni la acción de superproducción de sus competidores cinematográficos de superhéroes, y lamentablemente nunca logra cambiar a turbo para algún buen tiempo morphin a la antigua". En Metacritic, que asigna una calificación normalizada, la película tiene una puntuación de 44 sobre 100, basada en 30 críticos, lo que indica "revisiones mixtas o promedio". Las audiencias encuestadas por CinemaScore dieron a la película una calificación promedio de "A" en una escala de A + a F.
IGN dio a la película un 7/10, diciendo: "Power Rangers no sacar todo lo que quiere, pero es un momento divertido en el teatro, sin embargo Mike McCahill de The Guardian escribió que" la película logra una mediocridad que funcionan nosotros Tal vez podría haber pensado más allá de esta franquicia ", y le dio 2 de 5 estrellas.
Mike Ryan, de Uproxx, dio a la película una crítica negativa, escribiendo: "Power Rangers tiene uno de los tonos más en zig zag de cualquier película de estudio de gran presupuesto que he visto en mucho tiempo. Adelante entre 'gritty' y 'tonto'." Owen Gleiberman también criticó los tonos conflictivos de la película, diciendo: "... hace 25 años, Mighty Morphin Power Rangers fue lanzado como forraje de superhéroes para niños, y realmente había un lugar para ello, pero ahora estamos tan Inundado en la cultura de superhéroes que los niños ya no necesitan la versión segura, coja y complaciente de la liga juvenil de ellos.Pueden simplemente ver Ant-Man o Escuadrón Suicida PG-13. Seguro, cojo y pandering han crecido. En una reseña de The Telegraph, Robbie Collin le dio 1/5 estrellas, criticando el "frenesí abyectámicamente embarazoso de la colocación de productos".

### Premios y nominaciones
| Premios            | Fecha                | Categoría                   | Nominados        | Resultado | Ref(s) |
| ------------------ | -------------------- | --------------------------- | ---------------- | --------- | ------ |
| Teen Choice Awards | 13 de agosto de 2017 | Película de Ciencia Ficción | Power Rangers    | Nominada  | [ 22 ] |
| Teen Choice Awards | 13 de agosto de 2017 | Actor de Ciencia Ficción    | Dacre Montgomery | Nominado  | [ 22 ] |
| Teen Choice Awards | 13 de agosto de 2017 | Actriz de Ciencia Ficción   | Becky G.         | Nominada  | [ 22 ] |
| Teen Choice Awards | 13 de agosto de 2017 | Actriz de Ciencia Ficción   | Naomi Scott      | Nominada  | [ 22 ] |
| Teen Choice Awards | 13 de agosto de 2017 | Villano de Ciencia Ficción  | Elizabeth Banks  | Nominada  | [ 22 ] |
| Teen Choice Awards | 13 de agosto de 2017 | Actor de Ciencia Ficción    | Janiol Cajigal   | Nominado  | [ 22 ] |

## Potenciales secuelas
En una conferencia telefónica a analistas, Jon Feltheimer, CEO de Lionsgate, declaró: "Podríamos ver hacer cinco, seis o siete". El 22 de marzo de 2017, Haim Saban detalló que él y Lionsgate ya tienen un arco de seis películas.
En 2018, se confirmó que Hasbro Studios harán más películas de la Franquicia. No se sabe si las películas estará relacionadas con esta película o será un reboot.

### Reboot
El 11 de julio de 2019, en el hilo de la AMA en el reddit de Stranger Things, Dacre Montgomery reveló que el estudio tenía planes de producir un segundo reinicio, sin que él, el resto del elenco y el director regresaran. El 13 de diciembre de 2019, se informó que Jonathan Entwistle se encuentra en las primeras negociaciones para dirigir el reinicio, y que Patrick Burleigh está listo para escribir el guion. Según los informes, la trama supondrá un viaje en el tiempo y se desarrollará en la década de 1990.  El 20 de octubre de 2020, se anunció que Entwistle trabajará en el reinicio con Hasbro y eOne, ya que supervisará y dirigirá las adaptaciones de cine y televisión y, la próxima semana, Deadline informó que Bryan Edward Hill escribirá el guion.